# Erta
Erta és un poble del municipi del Pont de Suert, a l'Alta Ribagorça. Formà part de l'antic terme de Malpàs des de la promulgació de la Constitució de Cadis, el 1812, fins a la seva incorporació al Pont de Suert el 1968.
En la proposta derivada de l'informe popularment denominat Informe Roca, s'esmentava la necessitat de segregar el poble d'Erta del terme del Pont de Suert i annexar-lo, en canvi, al terme de nova creació, per unió dels dos termes anteriors, de Sarroca i Senterada.
Situat a la riba esquerra del barranc del Port d'Erta (la Faül), que baixa pel mig de la Vall d'Erta, a cavall entre les valls de Peranera i Manyanet. Erta és en un coster a ponent del Tossal del Cogomar, i a 150 metres del límit del terme municipal del Pont de Suert, al límit amb el de Sarroca de Bellera.
L'església d'Erta, dedicada a sant Bartomeu, sufragània de l'Assumpció de la Mare de Déu de Sas, és romànica.
El lloc d'Erta pertanyia antigament al Batlliu de Sas. Per qüestions no conegudes, es va decidir traslladar el poble del seu emplaçament original fins a la posició actual, al costat de la petita església romànica de Sant Bartomeu d'Erta. Les primeres referències d'Erta es remunten a l'any 939, en què el lloc era anomenat com a Erta de Sas. No ha tingut mai ajuntament propi, i després de pertànyer a Sas, va pertànyer a Benés, a Sarroca de Bellera i a Malpàs.
Actualment el poble està format per sis cases principals anomenades: Ca de Monge, Ca de Dimàs, Ca de Mateu, Ca de Muntaner, Ca de Vidal i Ca de Saguiel. Aquest poble es manté habitat durant tot l'any encara.
Els habitants van viure de l'agricultura i la ramaderia fins als anys seixanta, quan es va fer impossible continuar amb el ritme de vida gairebé medieval que duien a terme.
El poble disposà d'aigua corrent a Ca de Dimàs per primera vegada l'any 1940. En l'actualitat, totes les cases en disposen, gràcies a instal·lacions particulars que es van anar fent al llarg del temps. Cap a l'any 1950, s'instal·là al mateix poble d'Erta una petita central hidroelèctrica per generar l'energia necessària per a l'enllumenat del poble i fer funcionar el seu molí fariner familiar. Aquesta central, completament fora d'ús en l'actualitat, va ser abandonada quan el poble va quedar deshabitat.
L'accés amb vehicle rodat va ser possible a partir de l'any 1981, quan es va construir la pista forestal des de Sentís. Actualment, també disposa d'accés des de Castellars (tots dos per pista forestal).
A final de l'any 2002 es va dur a terme l'escomesa elèctrica que va permetre altra vegada la utilització d'electricitat a tot el poble.

## Història
L'any 1787 Erta consta en el cens d'aquell any amb 13 habitants. Sempre ha estat un poble amb només dues o tres cases habitades.
Pascual Madoz inclou Erta en el seu Diccionario geografico... del 1849 S'hi llegeix que el poble és en un petit pla a la part occidental d'una alta serra, que defensa el poble dels vents de llevant, però el combaten la resta especialment els del nord. El clima és fred i humit a causa de la neu, i les malalties més comunes són els reumatismes i els mals de cap. Tenia 5 cases i l'Abadia (rectoria), totes molt baixes, que formen un petit carrer pla sense empedrar, la major part coberta. L'església és parroquial, dedicada a sant Bartomeu, amb capella proveït per concurs ordinari, antigament, però, nomenat pel monestir de Lavaix. El cementiri és fora del poble, a llevant, però molt mal situat. A unes vint passes a ponent hi ha una abundosa font d'aigua exquisida.
La muntanya és en part comunal amb Sas, cosa que porta problemes a l'hora de la seva explotació. El terreny és muntanyós, aspre, trencat i de mala qualitat en general, on es poden llaurar amb bous 160 jornals que produeixen 6 per 1 de llavors. No hi ha boscos, però sí bardisses que forneixen els veïns de llenya. S'hi produïa blat, sègol, ordi, civada i llegums. S'hi criaven ovelles, i s'hi mantenen bous, mules, ases i eugues per als treballs agrícoles. Hi havia cacera de perdius i conills. Tenia 2 veïns (caps de família) i 14 ànimes (habitants).
Segons algunes fonts, la muntanya havia estat boscada, però cap a inicis del s. XIX, un incendi, la va arrasar. Alguns antics habitants encara parlaven de trobar restes de l'incendi durant el s. XX al Tros de Muntanya de Vidal.
Erta és dels pocs pobles que els darrers anys ha experimentat un cert creixement. El 1970 i el 1981 hi consten 4 habitants i, en canvi, el 2006 hi havia 10 persones censades. El 2019 tenia 6 habitants.

### Llocs d'interès
- Església de Sant Bartomeu d'Erta.